# 你好熊猫
你好熊猫（Hello Panda）是日本的饼干品牌，在1979年上市，由明治制果生产。这种饼干是用奶油酥饼包裹不同口味的奶油馅料所制成。饼干上印有大熊猫做体育运动的图案，比如击剑和射箭运动。美国销售的饼干则印有做曲棍球及棒球等体育运动的图案。
你好熊猫最早在日本生产，后来开始在新加坡和印度尼西亚生产。新加坡的工厂在1974年开始生产明治的其他产品。这款饼干出口到很多发达国家，像是英国（Unisnacks生产）、多数欧洲国家、美国、中东、澳大利亚和加拿大。
饼干通常装在六角形长盒中，重57.5克。一些国家贩售21克和35克的铝袋小包装饼干，有时也贩售50克和260克的限量版盒装饼干。盒装饼干的规格为60克（20块饼干）、170克（六角形盒子内装有八袋饼干，每袋21克）、680克（一盒32袋，每袋重21克）。也有混合口味的包装贩售。

## 口味

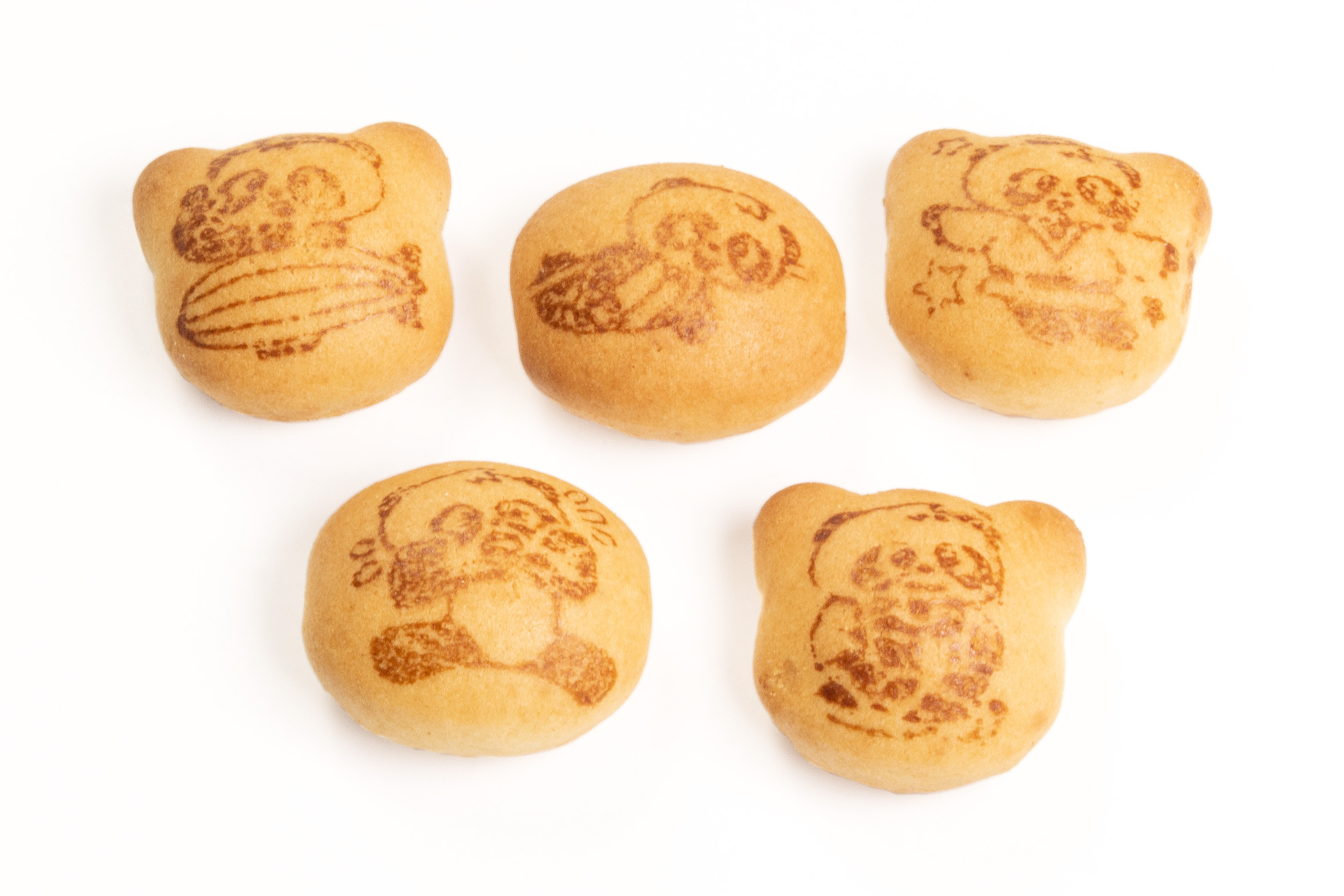
饼干印有熊猫做各种体育运动的图案

- 巧克力[3]
- 草莓[3]
- 香草[3]
- 抹茶[3]
- 双倍巧克力
- 牛奶
- 牛奶+巧克力
- 椰子
- 焦糖—2020年在美国推出[3]

## 营养成分
每份：10块（30克）-卡路里：160 